# Paul Vannier (sculpteur)
Pour les articles homonymes, voir Vannier.
Paul Félix Vannier, né à Sérifontaine le 5 décembre 1880, et mort à Paris (14e arrondissement) le 22 mars 1940, est un sculpteur et médailleur français.

## Biographie
Paul Vannier étudie à l'École nationale supérieure des beaux-arts[réf. souhaitée] et travaille dans les années 1930 à la cité Montmartre-aux-artistes. 

## Œuvres

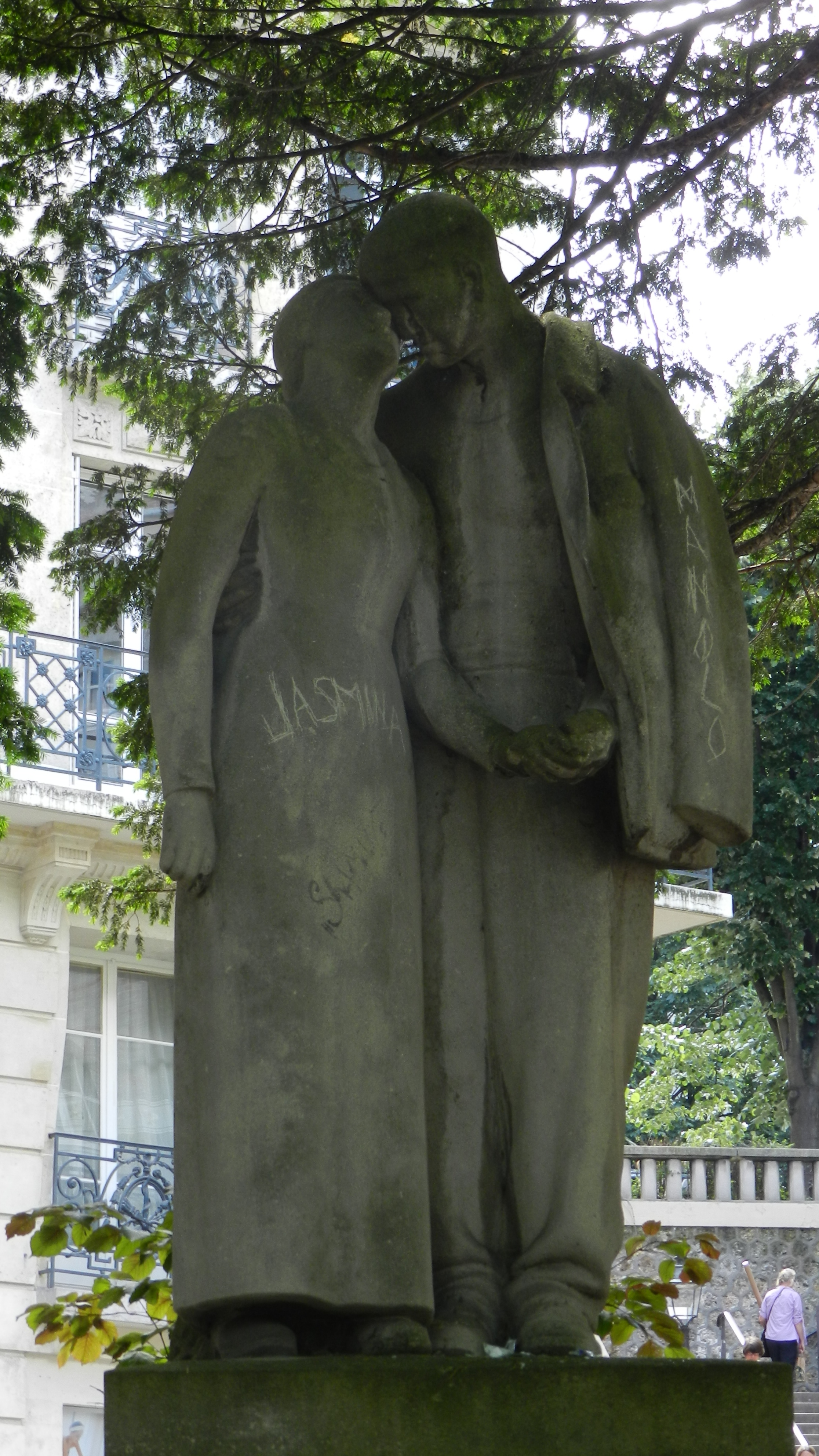
Monument à Théophile Alexandre Steinlen (1936, détail), Paris, square Joël-Le Tac.

Paul Vannier est l'auteur d'une Pleureuse (1914),, et réalise en 1936 le Monument à Théophile Alexandre Steinlen commandé par le comité montmartrois pour le square Joël-Le Tac dans le 18e arrondissement de Paris. Le groupe en pierre représente un couple s'embrassant et surmonte une série de bas-reliefs en bronze figurant des soldats, des mineurs et des femmes, entourant une fontaine en tête de lion,. Un catalogue d'exposition lui attribue un bronze, à la cire perdue, Homme malade.
Il reçoit commande de monuments aux morts comme ceux d'Avesnes-sur-Helpe dans le Nord, inauguré en 1929,, de Feignies également dans le Nord, de Pont-sur-Sambre dans le Pas-de-Calais, érigé dans le cimetière de la commune (entrepreneur Bavay Lixon), ou encore de Meknès au Maroc (architecte Gaston Goupil), inauguré en 1925, où il sculpte également la statue en fonte de près de 2 tonnes du général Joseph-François Poeymirau, inaugurée le 24 avril 1927 sur la place qui fait face au lycée du même nom.
Il est l'auteur d'une médaille pour les jeux olympiques intercalaires de 1906 d'Athènes.